# Horoșăuți, Zastavna
Horoșăuți (în ucraineană Горошівці, transliterat: Horoșivți și în germană Horoschoutz) este un sat reședință de comună în raionul Zastavna din regiunea Cernăuți (Ucraina). Are 1,096 locuitori, preponderent ucraineni (ruteni).
Satul este situat la o altitudine de 255 metri, pe malul unui afluent al pârâului Onut, în partea de est a raionului Zastavna.

## Istorie
Localitatea Horoșăuți a făcut parte încă de la înființare din regiunea istorică Bucovina a Principatului Moldovei. Prima atestare documentară a localității datează din 15 ianuarie 1617.
În ianuarie 1775, ca urmare a atitudinii de neutralitate pe care a avut-o în timpul conflictului militar dintre Turcia și Rusia (1768-1774), Imperiul Habsburgic (Austria de astăzi) a primit o parte din teritoriul Moldovei, teritoriu cunoscut sub denumirea de Bucovina. După anexarea Bucovinei de către Imperiul Habsburgic în anul 1775, localitatea Horoșăuți a făcut parte din Ducatul Bucovinei, guvernat de către austrieci, făcând parte din districtul Zastavna (în germană Zastawna). Din anul 1884, funcționa la Horoșăuți o școală cu 4 clase.
După Unirea Bucovinei cu România la 28 noiembrie 1918, satul Horoșăuți a făcut parte din componența României, în Plasa Nistrului a județului Cernăuți. Pe atunci, majoritatea populației era formată din ucraineni, existând și o comunitate de români. 
Ca urmare a Pactului Ribbentrop-Molotov (1939), Bucovina de Nord a fost anexată de către URSS la 28 iunie 1940, reintrând în componența României în perioada 1941-1944. Apoi, Bucovina de Nord a fost reocupată de către URSS în anul 1944 și integrată în componența RSS Ucrainene. 
Începând din anul 1991, satul Horoșăuți face parte din raionul Zastavna al regiunii Cernăuți din cadrul Ucrainei independente. Conform recensământului din 1989, numărul locuitorilor care s-au declarat români plus moldoveni era de 1 (0+1), reprezentând 0,09% din populație . În prezent, satul are 1.096 locuitori, preponderent ucraineni.

## Demografie
Componența lingvistică a comunei Horoșăuți
     Ucraineană (99,64%)
     Alte limbi (0,36%)
Conform recensământului din 2001, majoritatea populației comunei Horoșăuți era vorbitoare de ucraineană (99,64%), existând în minoritate și vorbitori de alte limbi.
1989: 1.145 (recensământ)
2007: 1.096 (estimare)

### Recensământul din 1930
Componența etnică a comunei Horoșăuți (județul Cernăuți)
     Români (9,9%)
     Ruteni (82,51%)
     Ruși (1,65%)
     Evrei (2,5%)
     Polonezi (2,05%)
     Altă etnie (1,39%)
Componența confesională a comunei Horoșăuți
     Ortodocși (93,22%)
     Romano-catolici (2,39%)
     Mozaici (3,3%)
     Altă religie (1,09%)
Conform recensământului efectuat în 1930, populația comunei Horoșăuți se ridica la 1.756 locuitori. Majoritatea locuitorilor erau ruteni (82,51%), cu o minoritate de români (9,90%), una de ruși (1,65%), una de evrei (2,50%) și una de polonezi (2,05%). Alte persoane s-au declarat: germani (15 persoane), armeni (2 persoane) și cehi\slovaci (1 persoană). Din punct de vedere confesional, majoritatea locuitorilor erau ortodocși (93,22%), dar existau și mozaici (3,30%) și romano-catolici (2,39%). Alte persoane au declarat: greco-catolici (8 persoane), evanghelici\luterani (2 persoane) și armeano-catolici (3 persoane), iar 6 persoane nu au declarat religia.